# محمد نور فرحات
محمد نور فرحات هو فقيه قانوني ومفكر وسياسي مصري، ومحامي بالنقض عمل أستاذا قانون في كلية الحقوق في جامعة الزقازيق. وله عدة كتابات في شكل كتب ومقالات في مجالات فلسفة وتاريخ القانون وعلم الاجتماع القانوني وقضايا الديموقراطية وحقوق الإنسان كان عضو المجلس الاعلى للثقافة ورئيس المكتب الدائم لحماية حق المؤلف ونائب رئيس المجلس القومى للمرأة.[بحاجة لمصدر] كما كان أحد أبرز المدافعين عن الدولة المدنية في مصر ومن مؤسسي المؤسسة المصرية لحماية الدستور.[بحاجة لمصدر]
استعانت به الأمم المتحدة لتعديل دستور دولة منغوليا ودول آسيا الوسطى كي يتوافق مع الإعلان العالمي لحقوق الإنسان، وذلك بصفتي كبير مستشاري الأمم المتحدة لحقوق الإنسان. كما استعانت به الأمم المتحدة لوضع دستور دولة المالديف، ولتقييم احتياجات السودان في مجال المساعدة الفنية في حقوق الإنسان. كما استعانت به المنظمة الدولية في تقارير التنمية البشرية عن الحريات والمرأة في الوطن العربي.

## جوائز ومناصب

### مناصب
- كبير مستشاري الأمم المتحدة السابق لحقوق الإنسان.
- عضو مجلس إدارة المعهد العربي لحقوق الإنسان سابقا بتونس.
- مدير مركز البحوث القانونية باتحاد المحامين العرب سابقا.
- له مواقف عدة في الشأن العام وقضايا الدستور والقانون المصري وحقوق الإنسان وهو أحد الشخصيات البارزة في هذا المجال.

### جوائز
- جائزة الدولة التقديرية في العلوم الاجتماعية عام 2003.
- جائزة التفوق في العلوم الاجتماعية عام 2001.

## الوفاة
توفي السبت الموافق 28 يناير عام 2023.